# Troglomethes oregonensis
Troglomethes oregonensis is een keversoort uit de familie Omethidae. De wetenschappelijke naam van de soort is voor het eerst geldig gepubliceerd in 1970 door Wittmer.